# 3974 Verveer
A 3974 Verveer (ideiglenes jelöléssel 1982 FS) a Naprendszer kisbolygóövében található aszteroida. Edward L. G. Bowell fedezte fel 1982. március 28-án.